# Wijken en buurten in Rucphen
De Nederlandse gemeente Rucphen is voor statistische doeleinden onderverdeeld in wijken en buurten. De gemeente is verdeeld in de volgende statistische wijken:
- Wijk 00 Rucphen (CBS-wijkcode:084000)
- Wijk 01 St. Willebrord (CBS-wijkcode:084001)
- Wijk 02 Sprundel (CBS-wijkcode:084002)
- Wijk 03 Schijf (CBS-wijkcode:084003)
- Wijk 04 Zegge (CBS-wijkcode:084004)

Een statistische wijk kan bestaan uit meerdere buurten. Onderstaande tabel geeft de buurtindeling met kentallen volgens het Centraal Bureau voor de Statistiek (2008):
| CBS-buurtcode | Buurtnaam                        | Inwonertal | Opp. totaal (ha) | Opp. land (ha) | Ligging                |
| ------------- | -------------------------------- | ---------- | ---------------- | -------------- | ---------------------- |
| BU08400000    | Rucphen                          | 3660       | 93               | 93             | Locatie in de gemeente |
| BU08400009    | Verspreide huizen Rucphen        | 930        | 1716             | 1712           | Locatie in de gemeente |
| BU08400100    | St. Willebrord                   | 8980       | 264              | 264            | Locatie in de gemeente |
| BU08400109    | Verspreide huizen St. Willebrord | 320        | 170              | 170            | Locatie in de gemeente |
| BU08400200    | Sprundel                         | 3680       | 120              | 120            | Locatie in de gemeente |
| BU08400201    | Bedrijventerrein De Nijverhei    | 250        | 63               | 63             | Locatie in de gemeente |
| BU08400209    | Verspreide huizen Sprundel       | 1140       | 1400             | 1400           | Locatie in de gemeente |
| BU08400300    | Schijf                           | 790        | 23               | 23             | Locatie in de gemeente |
| BU08400309    | Verspreide huizen Schijf         | 680        | 2080             | 2078           | Locatie in de gemeente |
| BU08400400    | Zegge                            | 1630       | 46               | 46             | Locatie in de gemeente |
| BU08400409    | Verspreide huizen Zegge          | 410        | 475              | 475            | Locatie in de gemeente |